# Wembley Arena

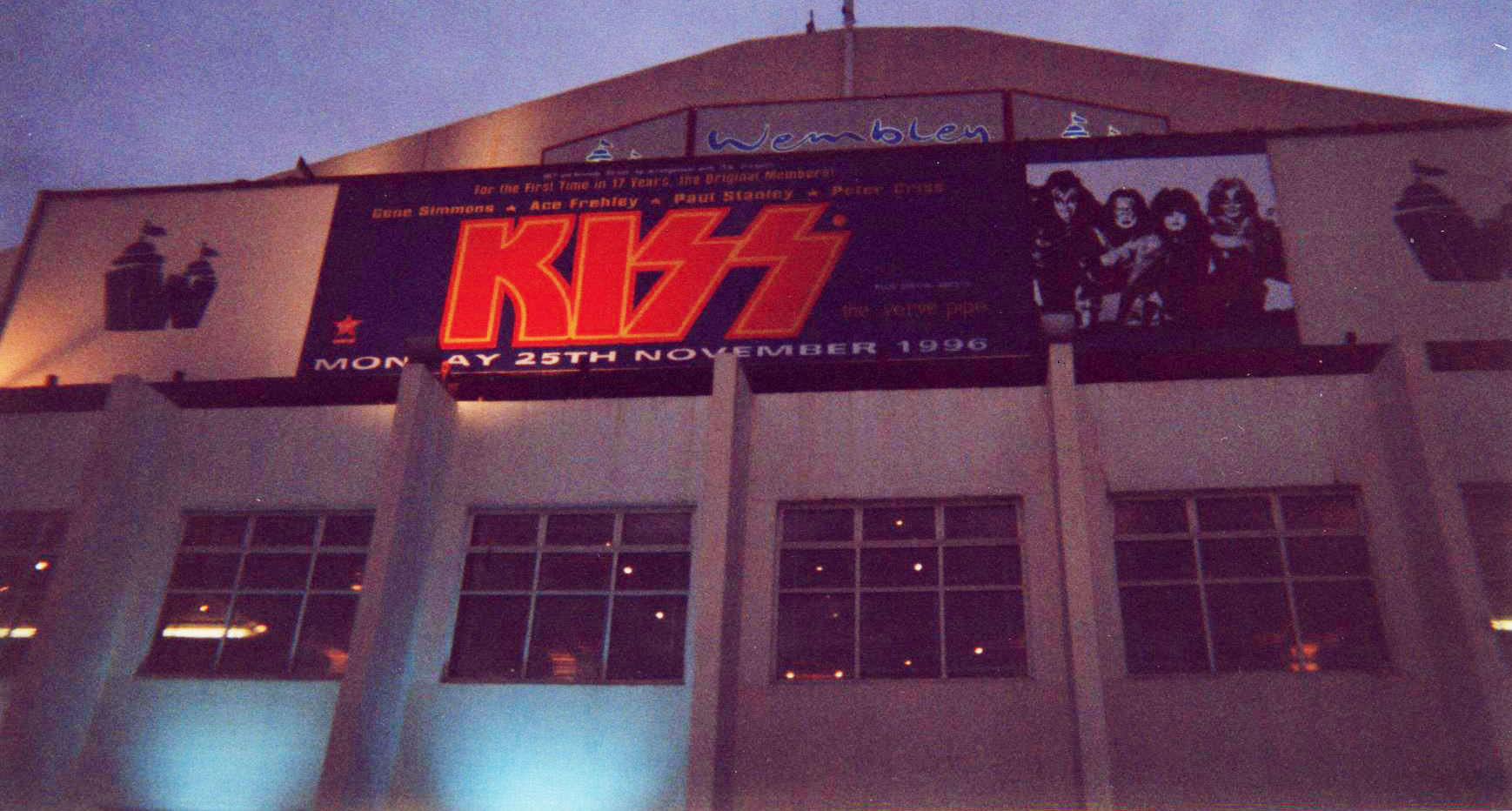
Kiss - Entrée de la Wembley Arena London 1997

Le Wembley Arena est une célèbre salle de spectacle située dans le borough londonien de Brent au nord-ouest de Londres, en Angleterre. Le bâtiment fait face au Wembley Stadium (avec lequel il ne doit pas être confondu). Il fut construit pour les Jeux de l'Empire britannique de 1934 et abritait à l'origine une piscine, d'où son nom d'Empire Pool jusqu'en 1978. La piscine fut utilisée la dernière fois pour les Jeux olympiques d'été de 1948.

## Histoire
L'arena est la salle de spectacle londonienne la plus fréquentée et la seconde en Grande-Bretagne après la MEN Arena de Manchester (en nombre de billets vendus). Les Beatles s'y sont produits trois fois (avril 1964, avril 1965, mai 1966). Le nombre maximal de sièges est de 12 300 pour les concerts, ce n'est donc pas la plus grande capacité à Londres (par exemple le Earls Court est plus grande), mais elle est souvent considérée comme offrant la meilleure qualité acoustique et les meilleures installations techniques pour accueillir les tournées musicales.
La salle a aussi accueilli des matchs de boxe dont le match du championnat du monde entre Alan Minter contre son adversaire Marvin Hagler et des matchs de hockey. Les Wembley Lions et les Wembley Monarchs utilisaient ainsi la salle dans les années 1940, 1950 et 1960 et Wembley Arena accueillit aussi les play-off de la ligue britannique de hockey jusqu'en 1996.
Il y avait aussi un vélodrome qui a accueilli les Six jours de Londres entre 1934 et 1980.
Aujourd'hui, on y joue aussi des comédies et les spectacles Disney on Ice.
La Wembley Arena a été rénovée en même temps que le Wembley Stadium, dans le projet de régénération du quartier de Wembley. Le rééquipement de la salle a couté 35 millions de livres et la salle a rouvert au public le 2 avril 2006 avec un concert de Depeche Mode.
Avec la rénovation, un Square of Fame a été créé devant l'arena. Comme pour le Hollywood Walk of Fame, les artistes célèbres se produisant à l'Arena sont invités à laisser l'empreinte de leur main pour obtenir une plaque de bronze avec leur nom et empreinte. La première star à avoir eu sa plaque est Madonna, le 1er août 2006.

## Évènements
- Concerts des Jackson Five (The Jackson 5 European Tour), le 12 novembre 1972.
- Concerts de Queen (News of the World Tour), les 11, 12 et 13 mai 1978.
- Concerts de ABBA (ABBA: The 1979 Tour), les 5, 6, 7, 8, 9 et 10 novembre 1979.
- Concerts de Queen (The Game Tour), les 8, 9 et 10 décembre 1980.
- Concerts des Dire Straits (Dire Straits 1982/3), les 18, 19, 20 et 21 décembre 1982.
- Concerts de Queen (The Works Tour), les 4, 5, 7 et 8 septembre 1984.
- Concerts de U2 (The Unforgettable Fire Tour), les 14 et 15 novembre 1984.
- Concerts des Dire Straits (Brothers in Arms Tour), les 4, 5, 6, 7, 8, 9, 10, 11, 12, 14, 15 et 16 juillet 1985.
- Concert de U2 (The Joshua Tree World Tour), le 2 juin 1987.
- Concerts des Dire Straits (On Every Street Tour), les 16, 17, 18, 19 et 20 septembre 1991.
- Concerts de Britney Spears (Oops!... I Did It Again Tour), les 10, 11 et 12 octobre 2000.
- Concerts des Destiny's Child (Destiny's Child World Tour), les 18 et 19 juin 2002.
- Concerts de Coldplay (A Rush of Blood to the Head Tour), les 20 et 21 octobre 2002.
- Concerts d'Alicia Keys (Songs in A Minor Tour), les 2 et 3 novembre 2002.
- Concerts de Christina Aguilera (Stripped World Tour), les 2, 3 et 5 novembre 2003.
- Concerts de Beyoncé (Dangerously in Love World Tour), les 10 et 11 novembre 2003.
- Concerts de P!nk (Try This Tour), les 23 et 24 mars 2004.
- Concerts de Britney Spears (The Onyx Hotel Tour), les 26 et 27 avril 2004 ainsi que les 3 et 4 mai 2004.
- Concerts de Madonna (Re-Invention Tour), les 22, 23, 25 et 26 août 2004.
- Concert de Queen + Paul Rodgers (Queen + Paul Rodgers Tour), le 11 mai 2005.
- Concerts de Madonna (Confessions Tour), les 1er et 3 août 2006, ainsi que les 9, 10, 12, 13, 15 et 16 août 2006.
- Concerts de P!nk (I'm Not Dead Tour), les 4 octobre 2006 et 4 décembre 2006.
- Concerts de Christina Aguilera (Back to Basics World Tour), les 29 et 30 novembre 2006.
- Concerts de Beyoncé (The Beyoncé Experience), les 2 et 3 juin 2007.
- Concert de Rihanna (Good Girl Gone Bad Tour), le 16 décembre 2007.
- Concert de Queen + Paul Rodgers (Rock The Cosmos Tour), le 8 novembre 2008.
- Concert de Taylor Swift (Fearless Tour), le 23 novembre 2009.
- Concert de Britney Spears (Femme Fatale Tour), le 31 octobre 2011.
- Concert de Queen & Adam Lambert (Queen + Adam Lambert Tour 2014–2015), le 24 février 2015.
- Concerts de Queen & Adam Lambert (Queen + Adam Lambert Tour 2017–2018), les 15 décembre 2017 et 1er juillet 2018.
- Concert de Daddy Yankee (La Gira Dura), le 10 août 2018.
- Concert de Maluma (F.A.M.E. Tour), le 27 septembre 2018.
- Concert d'Aya Nakamura (DNK Tour), le 13 octobre 2023.
- Concert de Fally Ipupa (Formule World Tour), le 8 décembre 2023.
- Concerts de Dadju & Tayc (HERITAGE Tour), le 7 septembre 2024.

## Source
- (en) Cet article est partiellement ou en totalité issu de l’article de Wikipédia en anglais intitulé « Wembley Arena » (voir la liste des auteurs).